# Przedsiębiorstwo Komunikacji Samochodowej we Włodawie
Przedsiębiorstwo Komunikacji Samochodowej we Włodawie Sp.z o.o. – nieistniejące już przedsiębiorstwo transportu zbiorowego.
Firma w tej formie powstała 31 stycznia 2013 roku po odłączeniu się od PKS Wschód i mieściła się we Włodawie przy ul. Żołnierzy WiN 14. Przedsiębiorstwo dysponowało 45 autobusami. Właścicielem PKS-u była spółka Lubelskie Dworce. PKS Włodawa z dniem 30 września 2016 roku zakończył działalność przewozową.

## Tabor
| Typ pojazdu                      | Ilość |
| -------------------------------- | ----- |
| Autosan H9-21                    | 26    |
| Autosan H10-10                   | 1     |
| Autosan H10-11                   | 1     |
| Autosan H10-12                   | 4     |
| Auwärter Panorama                | 1     |
| Ayats Staya                      | 1     |
| Berkhof Axial 70                 | 1     |
| Caetano Beta                     | 1     |
| DAB 7-1200B                      | 1     |
| DAB 12-1200B                     | 2     |
| Iveco Daily                      | 3     |
| Jelcz PR110D                     | 1     |
| Jelcz T120                       | 2     |
| Mercedes-Benz Sprinter           | 12    |
| Mercedes-Benz O404-15RHD         | 1     |
| MAN 9.150 FOCL / Obradors Prisma | 1     |
| Volkswagen LT46                  | 2     |